# Biblioteca di rarità musicali
Biblioteca di rarità musicali („Bibliothek musikalischer Raritäten“) ist eine Reihe musikalischer Werke, die hauptsächlich Übertragungen von Lautentabulaturwerken in moderne Notenschrift enthält. Sie wurde von Oscar Chilesotti (1848–1916) herausgegeben und erschien in neun Bänden in Mailand bei Casa Ricordi (1883–1915).

## Inhaltsübersicht
- 1. (1883), »Danzi del s. XVI« (aus Fabritio Carosos Nobilita di dame und Cesare Negris Le gratie d'Amore);
- 2. (1884), Giovanni Picchi, Intavolatura di balli d'arpicordo;
- 3. (1885), Giovanni Stefani, Affetti amorosi canzonette ad una voce sola v. 1623 sowie 4 Recitativi von Stefano Pesori;
- 4. (1886), Benedetto Marcello, Intreccio scenico-mus. Arianna (im Kl.-A.)
- 5. (1892), Orazio Vecchi, Selva di varia ricreatione ... v. 1590 (daraus nur: Arie, canzonette e balli)
- 6. (1909), Girolamo Frescobaldi, Partite : sopra La romanesca, La monicha, Ruggiero e La Follia, dalle Toccate e partite d'intavolatura di cimbalo
- 7. (1914),  Airs de cour aus Jean Baptiste Besards Thesaurus harmonicus v. 1603
- 8. (1915), Musica del passato (Lautentänze des 16.–18. Jahrhunderts für Klavier eingerichtet - Enthält Werke von Hans Neusidler, Francesco da Milano, Francesco Corbetta, Robert de Visée, Conte Ludovico Roncalli, Silvius Leopold Weiss und anonymen Autoren.)
- 9. (1915), Auswahl von Madrigali, villanelle ed arie di danza aus d. Werken Jean Baptiste Besards